# Lijst van militaire rangen van de Hitlerjugend
Dit is een lijst van militaire rangen van de Hitlerjugend, een Duitse paramilitaire organisatie met rangen en insignes die bestond vanaf 1932 tot 1945. De Hitlerjugend heeft een decennium bestaan, maar de organisatie hield geen specifiek systeem voor rangen. De rangen werden geïntroduceerd in het begin van de jaren 1930 en werden wijdverspreid nadat de nazipartij in 1933 aan de macht kwam. De rangen van de Hitlerjugend waren verdeeld in een volwassen leiderschapskorps, welke hun eigen systeem van rangen handhaafde, en het algemene lidmaatschap van de jongens tussen de leeftijd van veertien en achttien jaar.

## Reichsjugendführer
Reichsjugendführer (Rijksjeugdleider) was de hoogste rang van de Hitlerjugend en werd gehouden door een nazipartijfunctionaris in bevel van de gehele organisatie. De rang van Reichsjugendführer werd gehouden door twee personen gedurende zijn bestaan, deze personen waren Baldur von Schirach en Artur Axmann. Von Schirach droeg nooit specifieke insignes en kan gezien worden op foto’s in een nazi partij bruine colbert met een Hitlerjugendarmband. Toen Axmann de functie bekleedde droeg hij de rang van Reichsjugendführer, in 1941, droeg hij kraagspiegels identiek aan de Schutzstaffel-rang van de Reichsführer-SS.
Reichsjugendführer en Hitlerjunge zouden later werkelijke rangen worden met de Hitlerjunge ook gebruikt om een Juveline lid aan te duiden van de Hitlerjugend. De titel van Hitlerjugendführer werd echter nooit een werkelijke rang maar werd wel overal in de Hitlerjugend gebruikt. Het bestaan van de term was van toepassing op leden van de volwassene leiderschap.

## Hitlerjugendrangen
| - 1 Hitlerjunge - 2 Rottenführer - 3 Oberrottenführer | - 4 Kameradschaftsführer - 5 Oberkameradschaftsführer - 6 Scharführer | - 7 Oberscharführer - 8 Gefolgschaftsführer - 9 Obergefolgschaftsführer | - 10 Hauptgefolgschaftsführer - 11 Stammführer - 12 Oberstammführer |

| - 13 Bannführer - 14 Oberbannführer - 15 Hauptbannführer - 16 Gebietsführer | - 17 Obergebietsführer - 18 Stabsführer der Reichsjugendführung - 19 Reichsjugendführer |

| Hitlerjugend rangen      | Wehrmacht rangen |  |
| Hitlerjugend rangen      | Wehrmacht rangen |  |
| Oberstammführer          | Oberstleutnant   |  |
|                          |                  |  |
| Stammführer              | Major            |  |
|                          |                  |  |
| Hauptgefolgschaftsführer | Geen equivalent  |  |
|                          |                  |  |
| Obergefolgschaftsführer  | Geen equivalent  |  |
|                          |                  |  |
| Gefolgschaftsführer      | Hauptmann        |  |
|                          |                  |  |
| Oberscharführer          | Oberleutnant     |  |
|                          |                  |  |
| Scharführer              | Leutnant         |  |
|                          |                  |  |
| Oberkameradschaftsführer | Unterfeldwebel   |  |
|                          |                  |  |
| Kameradschaftsführer     | Unteroffizier    |  |
|                          |                  |  |
| Oberrottenführer         | Obergefreiter    |  |
|                          |                  |  |
| Rottenführer             | Gefreiter        |  |
|                          |                  |  |
| Hitlerjunge              | Soldat           |  |

| Volwassen leiderschapsrangen | Wehrmachtrangen |  |
| Volwassen leiderschapsrangen | Wehrmachtrangen |  |
| Stabsführer                  | Generaloberst   |  |
|                              |                 |  |
| Obergebietsführer            | General         |  |
|                              |                 |  |
| Gebietsführer                | Generalleutnant |  |
|                              |                 |  |
| Hauptbannführer              | Generalmajor    |  |
|                              |                 |  |
| Oberbannführer               | Geen equivalent |  |
|                              |                 |  |
| Bannführer                   | Oberst          |  |

## Eenheidsaanduidingen
Lidmaatschap in een lokale Hitlerjugendafdeling werd aangeduid door een nummer dat gedragen werd op de bovenste gedeelte van de epaulet. Deze eenheidsaanduidingen werden gedragen door alle leden van de Hitlerjugend met uitzondering van het Nationale Jugend Leiderschaps Korps, dat diende in de staf van de Reichsjugendführer.

## Hitlerjugendtitels
Voorafgaand aan het oprichten van een paramilitaire rangsysteem handhaafde de Hitlerjugend een simpel systeem van paramilitaire titels:
- Reichsjugendführer: Rijksjeugdleider (Commandant van de Hitlerjugend)
- Hitlerjugendführer: Hitlerjugend Leider (Volwassen Leiderschap Korps)
- Hitlerjunge: Hitlerjugend (Juvenile lidmaatschap)